# بيار عودة
بيار عودة (9 نوفمبر 1957 - 3 مايو 2025) هو مخرج مسرحي ومدير فني فرنسي لبناني.

## الوفاة
توفي فجأة عن عمر يناهز 67 عامًا في 3 مايو 2025 في بكين.

## الجوائز
- فارس وسام الأسد الهولندي (2000)[13]
- جائزة صندوق الأمير برنهارد الثقافي (2001)[13]
- جائزة يوهانس فيرمير (2009)[13]

## الروابط الخارجية
- بيار عودة في قاعدة بيانات الأفلام على الإنترنت
- بيار عودة التسجيلات من ديسكاغز.كوم